# بنیامین اشتفن
بنیامین اشتفن (آلمانی: Benjamin Steffen؛ زادهٔ ۸ مارس ۱۹۸۲) شمشیرباز اهل سوئیس است.